# Horace de Callias
Pour les articles homonymes, voir Callias (homonymie).
Horace Joseph Émile de Callias, né à Paris 2e le 8 septembre 1847 et mort à Paris 6e le 5 mars 1924, est un peintre français.

## Biographie
Il est un élève d'Alexandre Cabanel à l'école des Beaux-Arts à Paris. Son œuvre est composée de scènes de genre parisiennes, des portraits, des scènes mythologiques. Il expose au Salon à partir de 1870, jusqu'en 1891.

## Œuvres
- Jeune femme, debout, se regardant dans un miroir, 1909, gouache, département des arts graphiques du musée du Louvre[2] ;
- Mort du Général Kléber au Caire, 1879, huile sur toile, musée de Brou[3].
- Répétition des chœurs chez la baronne de La Tombelle, rue Newton, à Paris, le 11 mars 1887 (200 cm X 140 cm). Coll. Trésor de la cathédrale Saint-Front à Périgueux[4].
- Diane la Chasseresse[5].
- Danaë, huile sur toile, 1880 (119.50 cm X 199.50 cm). Exposée au Salon en 1881[6].
- Portrait de jeune fille est exposé au Musée du Luxembourg[7].
- L'Apothéose de Bernadette (1897), "tableaux lumineux", y compris l'affiche de la promotion de l'exposition[8].